# Forteresse de Berkasovo
Les ruines de la forteresse de Berkasovo (en serbe cyrillique : Тврђава Беркасово ; en serbe latin : Tvrđava Berkasovo) sont situées à Berkasovo, dans la province de Voïvodine et dans le district de Syrmie, en Serbie. Elles sont inscrites sur la liste des monuments culturels de grande importance de la République de Serbie (identifiant no SK 1347).

## Présentation
À proximité de l'actuel village de Berkasovo se trouvent les vestiges de la forteresse de Berkasovo qui, dans les sources, est mentionnée sous le nom de « Castrum Berekszo » ; cette forteresse est familièrement connue sous le nom de « Despotovac ».
Il y a peu d'informations sur l'origine et l'histoire du lieu. On sait qu'en 1474 elle faisait partie des possessions du despote Vuk Grgurević, puis qu'elle a appartenu à ses neveux Đorđe (également connu comme le « moine Maksim ») et Jovan,. On suppose qu'elle a été détruite au moment de l'invasion ottomane de la région ou qu'elle a été démolie pierre par pierre par les habitants avec l'accord de l'empire d'Autriche.
Le comte Luigi Ferdinando Marsigli (1658-1730) a voyagé dans ce secteur ; il a vu les vestiges du fort et les a décrits. La fortification est érigée sur une hauteur artificielle qui d'un côté donnait sur la plaine et de l'autre côté faisait face à un plateau légèrement vallonné ; elle était constituée de deux parties quasiment demi-circulaires entourées de tranchées profondes et de remparts en terre ; la partie la plus petite était entourée d'une seconde tranchée et d'un second rempart. À l'époque de Marsigli, dans la partie la plus petite, on pouvait encore voir les ruines de trois bâtiments. On ignore si les remparts de la forteresse étaient en pierres ou bien s'ils étaient seulement construits en terre avec le renfort d'une palissade,.
Aucune recherche archéologique n'a été menée sur le site,.